# Associació d'Escriptors Grecs
L'Associació d'Escriptors Grecs (grec: Εταιρεία Συγγραφέων) és una associació o societat, una organització no governamental, amb domicili social a Atenes, que té per objecte la representació dels escriptors grecs, la defensa dels seus drets i interessos professionals, i la defensa dels seus drets d'autor, fundada l'any 1981. L'Associació es regeix per un Consell de set membres, que és elegit per l'Assemblea General, amb un mandat de dos anys i està format per un President, un Vicepresident, un Secretari, un Tresorer i tres vocals.

## Objectius
El principal objectiu de l'Associació d'Escriptors Grecs, és la defensa i promoció de la llibertat d'expressió i actuar com a instrument de coordinació entre els seus membtres arreu del territori de Grècia.
En paral·lel amb la seva finalitat principal, l'Associació té establerts objectius individuals, que són:
1. Donar suport i ampliar els interessos professionals dels escriptors grecs.
2. Representar els seus membres en les seves relacions amb el govern grec i les respectives institucions.
3. Negociar i tancar acords amb el govern, els editors i les seves organitzacions, per tal de promoure tant les qüestions derivades de la creació dels autors com la seva posició social i seguretat.
4. Proporcionar als seus membres informació sobre autors, traductors i crítics, mitjançant la seva publicació informativa trimestral i altres publicacions relacionades.
5. Fomentar la presència de membres d'altres sindicats, organitzacions culturals i institucions d'arreu del país.
6. Organitzar esdeveniments culturals d'àmbit local o internacional.
7. Cooperar amb entitats, associacions i organismes d'arreu del món per aconseguir objectius comuns.
8. Promoure la literatura grega a l'estranger.

## Membres
Els autors que faci més de cinc anys que hagin publicat la seva primera obra literària i vulguin participar en el treball de l'Associació poden integrar-s'hi en una de les següents categories d'associats: Membre Ordinari, Membre Corresponent o Membre d'Honor.

### Membres catalans
- Alexis Eudald Solà[4]
- Cristian Carandell[5]
- Joaquim Gestí[6]

## Dia de la Poesia
El 1998 l'Associació establí el 21 de Març com a Dia de la Poesia a Grècia, que, després d'una proposta a la UNESCO i un acord d'aquesta de l'any 1999, va esdevenir, a partir del 2000, el Dia Mundial de la Poesia.